# Colonia San Juan, Durango
Colonia San Juan är en ort i Mexiko.   Den ligger i kommunen Durango och delstaten Durango, i den centrala delen av landet, 800 km nordväst om huvudstaden Mexico City. Colonia San Juan ligger 1 864 meter över havet och antalet invånare är 348.
Terrängen runt Colonia San Juan är platt åt sydost, men åt nordväst är den kuperad. Runt Colonia San Juan är det ganska tätbefolkat, med 60 invånare per kvadratkilometer. Närmaste större samhälle är Victoria de Durango, 11,1 km sydväst om Colonia San Juan. Trakten runt Colonia San Juan består till största delen av jordbruksmark.